# Laerke Posselt
Laerke Posselt (également écrit Lærke Posseltest) est une photojournaliste et photographe documentaire danoise née en 1984 au Danemark.
Membre du collectif scandinave Moment de 2012 à 2014, elle rejoint l'agence Vu en avril 2014 et est basée à Copenhague,.

## Biographie

### Jeunesse et études
Laerke Posselt est née au Danemark. Elle est diplômée en 2004 de Fatamorgana, l'école danoise de la photographie d'art et de l'École danoise de journalisme et médias (DMJX) en 2013. Dans son cursus, elle réalise un stage de 18 mois comme photographe au quotidien danois Politiken.

### Carrière photographique
En 2012, Laerke Posselt réalise Beautiful Child, un projet pour lequel elle suit trois concours beauté de mini miss et la vie quotidienne de deux candidates de deux ans en Alabama, en Géorgie et en Caroline du Sud,.
La même année, elle remporte le premier prix World Press Photo pour son portrait de Mellica Merhaban où elle révèle le conflit entre les deux cultures de l'actrice iranienne qui a grandi au Danemark. Mellica Merhaba, qui joue dans le thriller d'espionnage iranien Fox Hunting, est contrainte de porter le voile et de montrer à un homme qu’elle l’aime sans lui parler ni le toucher. Sa photo est également récompensée par le prix Pictures of the Year International.
Laerke Posselt travaille également sur la question du genre avec sa série Q* Bending Gender et réalise depuis 2017 un journal photographique sur les îles Féroé.

## Distinctions reçues
- 2012 : premier prix du World Press Photo dans la catégorie Portrait[6]
- 2012 : prix Pictures of the Year International dans la catégorie Portrait[1]
- 2013 : PDN Photo Annual, Photojournalisme et documentaire
- 2013 : prix Danish Picture of the Year dans la catégorie reportage international

## Expositions majeures
- 2012 : World Press Photo
- 2016 : Paris Photo[8],[9]